# خورشیدگرفتگی ۱ مه ۲۰۷۹
خورشیدگرفتگی ۱ مه ۲۰۷۹ (به انگلیسی: Solar eclipse of May 1, 2079) یک خورشیدگرفتگی از نوع خورشیدگرفتگی کامل است. این خورشیدگرفتگی در تاریخ ۱ مه ۲۰۷۹ میلادی (‎۱۱ اردیبهشت ۱۴۵۸ خورشیدی) روی خواهد داد که زمان اوج آن، ساعت ۱۰:۵۰:۱۳ به‌وقت ساعت هماهنگ جهانی است. مدت زمان و طول این خورشیدگرفتگی ۲ دقیقه و ۵۵ ثانیه خواهد بود.